# Bob Sinclar
Bob Sinclar, rojen kot Christophe Le Friant, večkrat po pomoti poimenovan Sinclair, z Gramijem nominirani francoski glasbeni producent, didžej in lastnik  glasbene založbe Yellow productions, * 10. maj 1969.

## Zgodovina
Sinclar je začel kot deejay leta 1986, ko je bil star 18 let. Vrtel je plošče iz zvrsti funka in hip-hopa, z imenom Chris The French Kiss.
Njegov prvi izdani hit je bil "Gym Tonic", ki ga je naredil v koprodukciji z  Thomasom Bangalterjem iz dua Daft Punk. Vokali v pesmi so bili ilegalno presneti iz  Jane Fondine fitness kasete. Bob Sinclarjev lik bazira na Philippe de Brocovemu filmu Le Magnifique.
Le Friant je znan po tem, da popularizira  "francoski dotik" v House glasbi, z uporabo semplanih in filtriranih disco ritmov. Njegova uspešnica "I Feel For You" je posvečena francoskemu glasbeniku  Cerronetu, z njegovega drugega albuma Champs Elysees, hit #9 na UK Top 40. V pesmi "Darlin" je delal z vokalistom  Jamesom "D-Train" Williamsom.
Le Friant je ustvarjal tudi pod drugimi psevdonimi. Z aliasom The Mighty Bop in Reminiscence Quartet, je ustvarjal hip-hop in acid jazz.
Ustvaril je tudi project Africanism, kjer več glasbenikov producira House glasbo v kombinaciji z latin, jazz, in afriškimi ritmi.
V letu 2005 je naredil uspešnico "Love Generation" , katera je dosegla prvo mesto na Avstralski ARIA lestvici, pravtako na Nemški Media Control Single lestvici v letu 2006. Uspešnica je bila velik hit v Evropi, dosegla je drugo mesto na Nizozemski lestvici Top 40 in ostala 39 tednov na Ultratop Belgijski lestvici. Postala je tudi ena izmed uradnih himn z nogometnega prvenstva v Nemčiji, leta 2006. Sledil je hit "World, Hold on" s Stevom Edwardsom s katerim je prišel med 10 najboljših hitov v večini evropskih držav. Za njima je sledil hit "Rock This Party (Everybody Dance Now)", ki je bil izdan 22. avgust 2006.
Remix pesmi "World, Hold on" izvajalca E-Smoove je bil nominiran za Gramija v letu 2007 v kategoriji remixi. Prav tako je "World, Hold On" bil uvrščen na Billboardovi lestvici kot najboljši plesni singel v letu 2006, kjer se je uvrstil bolje kot Madonna in Christina Aguilera. Četrti singel z albuma Western Dream imenovan "Tennessee" bi moral biti izdan v Aprilu leta 2007, vendar je bil zbrisan zaradi govoric o izdanem albumu.
Njegov zadnji album se imenuje Soundz of Freedom. Izdan je bil v Franciji 21. maj 2007. Remix pesmi "Rock This party" je ponovno dosegel prvo mesto na Billboardovi lestvici.

## Diskografija

### Singli
kot The Mighty Bop
- 1994 "Les Jazz Electroniques EP"
- 1995 "Messe Pour Les Temps"
- 1996 "Ult Violett Sounds EP"
- 1998 "Feelin' Good"
- 2002 "I Go Crazy"
- 2003 "Lady", skupaj z Duncan Royem

kot Africanism
- 2000 "Bisou Sucré"
- 2000 "Do It", skupaj z Eddie Amador
- 2001 "Kazet"
- 2002 "Viel Ou La"
- 2004 "Amour Kéfé"
- 2004 "Kalimbo"
- 2004 "Steel Storm", skupaj z Ladysmith Black Mambazo
- 2005 "Summer Moon", skupaj z David Guetta
- 2006 "Hard", skupaj z The Hard Boys
- 2007 "Meu Carnaval", skupaj z Rolando Faria

kot Bob Sinclar
večina pesmi v ko-produkciji z Cutee B
- 1996 "A Space Funk Project"
- 1996 "A Space Funk Project II"
- 1997 "Eu Só Quero um Xodó", skupaj z Salomé de Bahia
- 1998 "Gym Tonic", skupaj z Thomas Bangalter
- 1998 "My Only Love", skupaj z Lee Genesis #56 UK
- 1998 "Super Funky Brake's Vol. I"
- 1998 "The Ghetto"
- 1998 "Ultimate Funk
- 2000 "I Feel For You", skupaj z Cerrone's Angels #9 UK, #33 ITA
- 2000 "Darlin'", skupaj z James "D-Train" Williams #46 UK
- 2000 "Greetings iz albuma Champs Elysées EP" #125 UK
- 2001 "Freedom" , skupaj z Gene Van Buren #79 UK
- 2001 "Ich Rocke"
- 2001 "Save Our Soul"
- 2002 "The Beat Goes On", skupaj z Linda Lee Hopkins #33 UK
- 2003 "Kiss My Eyes", skupaj z Camille Lefort #67 UK, #22 US HotDanceMusic/ClubPlay.
- 2003 "Prego", skupaj z Eddie Amador
- 2003 "Slave Nation"
- 2004 "Sexy Dancer", skupaj z Cerrone's Angels
- 2004 "Wonderful World", skupaj z Ron Carroll
- 2004 "You Could Be My Lover", skupaj z Linda Lee Hopkins
- 2005 "Love Generation", skupaj z Gary Pine —  #2 (NL), #3 FR, #3 ITA, #1 AUS, #1 GER, #12 UK, #8 RU, #1 CZ, #1 US Hot Dance Club Play Singles, #11 US Hot Dance Airplay.
- 2006 "Generación Del Amor" (Spanish Version) — #1 ESP
- 2006 "World, Hold On (Children of the Sky)", skupaj z Steve Edwards — #5 (NL), #2 FR, #8 CZ #1 ESP, #19 AUS, #9 UK, #4 RU, #1 US Hot Dance Club Play Singles, #10 US Hot Dance Airplay, #48 US Pop Airplay
- 2006 "Rock This Party (Everybody Dance Now)", skupaj z Dollarman and Big Ali — #3 FR, #11 CZ, #3 UK, #7 AUS, #2 US Hot Dance Club Play.
- 2007 "Tennessee", skupaj z Farell Lennon #21 ITA, #27 CZ
- 2007 "Everybody Movin'", skupaj z Ron Carroll — #3 GER, #1 ESP
- 2007 "Give A Lil' Love" — #10 ITA , #19 PL, #27 ESP
- 2007 "Sound of Freedom", skupaj z Gary Pine in Dollarman — #14 UK, #1 UK Indie, #24 CZ
- 2007 "What I Want", skupaj z Fireball #52 UK
- 2007 "Together", skupaj z Steve Edwards - #63 PL, #4 ROM
- 2008 "W.W.W. (What A Wonderful World)", with Axwell, The Chicago Superstars & Ron Carroll

### Hit singli
| Leto | Singel                                                                              | Uvrstitev        | Uvrstitev | Uvrstitev | Uvrstitev | Uvrstitev | Uvrstitev | Uvrstitev | Uvrstitev | Uvrstitev | Album             |
| Leto | Singel                                                                              | Velika Britanija | MEH       | ŠPA       | FRA       | ITA       | AUS       | NEM       | NIZ       | Evropa    | Album             |
| ---- | ----------------------------------------------------------------------------------- | ---------------- | --------- | --------- | --------- | --------- | --------- | --------- | --------- | --------- | ----------------- |
| 1999 | "My Only Love" (featuring Lee Genesis)                                              | 56               | -         | -         | 78        | -         | -         | -         | -         | -         | Champs Elysées    |
| 2000 | "I Feel for You"                                                                    | 9                | -         | -         | 44        | 33        | -         | 94        | -         | -         | Champs Elysées    |
| 2001 | "Darlin'" (featuring vs. Cutee B., James "D-Train" Williams)                        | 46               | -         | -         | 40        | -         | -         | -         | -         | -         | Champs Elysées    |
| 2003 | "Kiss My Eyes"                                                                      | 67               | -         | -         | 34        | -         | -         | -         | -         | 67        | III               |
| 2003 | "The Beat Goes On"                                                                  | 33               | -         | -         | 22        | -         | -         | -         | -         | 32        | III               |
| 2005 | "Love Generation" (featuring Gary Pine)                                             | 12               | 2         | 1         | 3         | 1         | 1         | 1         | 2         | 2         | Western Dream     |
| 2006 | "World, Hold On (Children of the Sky)" (featuring Steve Edwards)                    | 9                | 2         | 1         | 2         | 4         | 19        | 19        | 5         | 4         | Western Dream     |
| 2006 | "Hard" (with The Hard Boys)                                                         | -                | -         | 27        | -         | -         | -         | -         | -         | -         |                   |
| 2006 | "Rock This Party (Everybody Dance Now)" (featuring Cutee B, Dollarman & Big Ali)    | 3                | 3         | 1         | 3         | 11        | 6         | 18        | 9         | 3         | Western Dream     |
| 2007 | "Tennessee" (featuring Farrell Lennon)                                              | -                | -         | -         | -         | 21        | -         | -         | -         | 104       | Western Dream     |
| 2007 | "Everybody Movin'" (featuring Ron Carroll & Mz Toni)                                | -                | -         | 1         | -         | -         | -         | -         | -         | -         | Western Dream     |
| 2007 | "Give a Lil' Love" (featuring Duane Harden & Gary Pine)                             | -                | -         | 2         | -         | 10        | -         | -         | -         | 86        | Western Dream     |
| 2007 | "Sound of Freedom" (featuring Cutee B., Gary Pine & Dollarman)                      | 14               | 4         | 3         | 6         | 7         | 22        | 44        | 11        | 20        | Soundz of Freedom |
| 2007 | "Meu Carnaval" (presents Africanism, featuring Rolando Faria)                       | -                | -         | 11        | -         | -         | -         | -         | -         | -         |                   |
| 2007 | "Together" (featuring Steve Edwards)                                                | -                | -         | 1         | -         | 7         | -         | -         | 7         | -         | Soundz of Freedom |
| 2007 | "The Rhythm of the Night" (vs Habakus Whistle, featuring Corona)                    | -                | -         | 13        | -         | -         | -         | -         | -         | -         |                   |
| 2007 | "What I Want" (pres. Fireball)                                                      | 52               | -         | 1         | 6         | -         | -         | -         | 7         | 34        | Soundz of Freedom |
| 2008 | "W.W.W. (What A Wonderful World)" (vs Axwell, The Chicago Superstars & Ron Carroll) | 48               | -         | 1         | -         | -         | -         | -         | 12        | -         |                   |

### Albumi
kot Bob Sinclar
- 1998 Paradise
- 2000 Champs Elysées
- 2003 III
- 2004 Enjoy
- 2005 In The House (Razni izvajalci Mix CD)
- 2006 Western Dream
- 2007 Soundz of Freedom
- 2007 Bob Sinclar: Live At The Playboy Mansion
- 2008 Dancefloor FG Winter 2008 (Mixed by Bob Sinclar)
- 2008 DJ Bob Sinclar 08

kot The Mighty Bop (with Alain Ho)
- 1995 La Vague Sensorielle
- 1995 The Mighty Bop Meets DJ Cam & La Funk Mob, skupaj z DJ Cam in La Funk Mob
- 1996 Autres Voix, Autres Blues
- 1996 Autres Voix, Autres Blues
- 2000 Spin My Hits
- 2002 The Mighty Bop

kot Reminiscence Quartet (skupaj z Alain Ho and Sebastian Tellier)
- 1994 Ritmo Brasileiro
- 1995 Psycodelico
- 1999 More Psycodelico

kot Yellow Productions (skupaj z Alain Ho in Cutee B.)
- 1994 A Finest Fusion Of Black Tempo

kot Africanism (vsi člani predstavljeni na Discogs.com)
- 2001 Africanism Allstars Vol. I, kot Africanism
- 2004 Africanism Allstars Vol. II, kot Africanism
- 2005 Africanism Allstars Vol. III, kot Africanism
- 2006 Africanism Allstars Vol. IV, kot Africanism